# メラーテ
メラーテ（伊: Merate）は、イタリア共和国ロンバルディア州レッコ県にある、人口約14,000人の基礎自治体（コムーネ）。
県都レッコに次ぎ、レッコ県第二のコムーネ人口を有する。

## 地理

### 位置・広がり
レッコ県南部のコムーネ。県都レッコから南へ18kmの距離にある。

#### 隣接コムーネ
隣接するコムーネは以下の通り。括弧内のMBはモンツァ・エ・ブリアンツァ県所属を示す。
- カルコ
- チェルヌスコ・ロンバルドーネ
- インベルサーゴ
- モンテヴェッキア
- オルジャーテ・モルゴラ
- オズナーゴ
- ロッビアーテ
- ロンコ・ブリアンティーノ (MB)

### 気候分類・地震分類
気候分類では、zona E, 2484 GGに分類される。
また、イタリアの地震リスク階級 (it) では、zona 3 (sismicità bassa) に分類される。

## 行政

### 分離集落
メラーテには、以下の分離集落（フラツィオーネ）がある。
- Brugarolo, Cassina Fra Martino, Novate Brianza, Pagnano, Sartirana

## 姉妹都市
- Buzançais、フランス
- カッペルン、ドイツ